# 杨心龙
杨心龙（2000年5月25日—），辽宁省抚顺市一名9岁四年级学生，其父杨锁昌从2009年5月起将其多段演讲视频陆续上传至网络，内容谈及教育、政治、爱国等多个方面，因年纪轻轻却口才了得而走红网络，被网民戏称为「演讲帝」，还曾得到凤凰卫视、北京电视台、中央电视台等多家媒体采访报道。

## 评价

### 网民评价
- 目前大多数网民对杨心龙的评价是「不正常」、「杯具」（网络用词，意为悲剧，有戏谑之意），认为杨心龙的表现与其年龄极不相符，失去童真，还质疑其家庭教育。杨心龙的父母在接受采访时表示自家孩子很正常，是网民不了解他；其父还表示他这是对孩子因材施教。[3]
- 对杨心龙及其父母进行人身攻击的留言及负面评论也经常可见，杨心龙表示把它们当成是网民开的玩笑。[4]
- 由于杨父经营百汇教育，因此有网民认为这是一场炒作，借机宣传百汇教育。

### 专业评价
- 高级心理咨询师钱锡安对杨心龙的语言逻辑及演讲话题进行分析，认为「他的心理年龄已经到了24岁」。[5]
- 昆明青少年发展研究会秘书长曾汝弟则对杨父的教育方法给予肯定，他说，「杨父很注意培养孩子的语言能力和口头表达能力，这是个好事情。但是，不宜过分宣扬。」[5]

## 资料来源
1. ↑  . 网易博客.   [2009-11-27]. （原始内容存档于2011-07-06）.
2. ↑  . 搜狐新闻.   [2009-11-27]. （原始内容存档于2009-11-29）.
3. ↑  . 鳳凰網.   [2009-11-27]. （原始内容存档于2009-11-27）.
4. ↑  . 鳳凰網视频.   [2009-11-27].
5. 1 2  李鸿睿. . 都市时报. 2009-11-27  [2009-11-27].[永久]